# Monumento di Buzludža
Il Monumento di Buzludža (più correttamente Casa monumentale del Partito Comunista Bulgaro) fu costruito sulla cima del Buzludža nella Bulgaria centrale dal governo comunista bulgaro. Commemora gli eventi del 1891, quando un gruppo di socialisti guidati da Dimităr Blagoev si riunì segretamente nell'area per formare un movimento socialista organizzato che portò alla fondazione del Partito socialdemocratico bulgaro, un precursore del Partito Comunista Bulgaro.
Il monumento fu dismesso dopo la caduta del regime comunista bulgaro nel 1990 e ora è abbandonato.

## Storia
La costruzione del monumento iniziò il 23 gennaio 1974 ad opera dell'architetto Georgi Stoilov, ex sindaco di Sofia e cofondatore dell'Unione degli architetti in Bulgaria. Venne utilizzato trinitrotoluene (TNT) per livellare la cima della montagna, riducendone l'altezza da 1.441 metri (4.728 piedi) a 1.432 metri (4.698 piedi). Nel processo sono stati rimossi oltre 15.000 metri cubi di roccia. Il monumento fu costruito ad un costo di 14.186.000 lev.
Non è più in uso ed è chiuso al pubblico in quanto considerato pericoloso. C'è una proposta per preservare architettonicamente il monumento e trasformare l'edificio in un museo interpretativo della storia bulgara.

## Descrizione
L'edificio esemplifica l'architettura brutalista comune a molti edifici comunisti costruiti dallo stato.

### Mosaici
All'interno dell'edificio, i mosaici, che coprono circa 510 metri quadrati, commemorano la storia del Partito comunista bulgaro. I mosaici sono stati costruiti con 35 tonnellate di vetro. Oggi il 20% è andato distrutto a causa dell'abbandono e degli atti vandalici.
Sull'anello esterno del monumento c'erano mosaici realizzati con pietre naturali raccolte dai fiumi che attraversano la Bulgaria: sono andati persi principalmente per cause naturali.
Il mosaico all'interno dell'edificio raffigura una falce e martello circondati da una citazione del Manifesto del Partito Comunista che afferma: "Proletari di tutti i paesi, unitevi!"